# Aleksandr Lejpunski
Aleksandr Iljicz Lejpunski (ros. Александр Ильич Лейпунский, ur. 7 grudnia 1903 w Drahlach, zm. 14 sierpnia 1972 w Obninsku) – radziecki fizyk jądrowy znany z wkładu w radziecki program nuklearny.

## Życiorys
Urodził się w rodzinie żydowskiej, od 1905 roku mieszkał z rodziną w Białymstoku. Zaocznie ukończył technikum mechaniczne w Rybińsku i w latach 1921–1926 studiował na wydziale fizyko-mechanicznym Piotrogrodzkiego Instytutu Politechnicznego. W marcu 1930 roku został starszym fizykiem i p.o. zastępcy dyrektora Uralskiego Instytutu Fizyko-Technicznego, w 1933 roku jego został dyrektorem. Został akademikiem Akademii Nauk Ukraińskiej SRR, w 1933 roku dyrektorem Ukraińskiego Instytutu Fizyko-Technicznego, w latach 1934–1935 był delegowany do Anglii jako naukowiec, pracował w laboratorium Ernesta Rutherforda w Cambridge, gdzie eksperymentalnie wykazał fakt istnienia neutrino. W 1934 roku nadano mu tytuł akademika Akademii Nauk ZSRR. W związku z jego pobytem za granicą, podczas wielkiego terroru 14 grudnia 1938 roku został aresztowany przez NKWD pod zarzutem szpiegostwa i na 2 miesiące osadzony w więzieniu w Kijowie, po czym jego sprawę umorzono. Badał rozpad uranu i jąder atomowych, celem stworzenia podstaw budowy bomby atomowej. W latach 1941–1944 był dyrektorem Instytutu Fizyki i Matematyki Akademii Nauk Ukraińskiej SRR, tam zajmował się zadaniami obronnymi a w 1944 roku założył wydział fizyki atomowej, w latach 1944–1949 był dyrektorem Instytutu Fizyki Akademii Nauk Ukraińskiej SRR i kierownikiem sektora Instytutu Fizyki Teoretycznej i Eksperymentalnej Akademii Nauk ZSRR oraz kierownikiem katedry i pierwszym dziekanem Wydziału Inżynieryjno-Fizycznego Moskiewskiego Instytutu Mechanicznego. Od 1947 roku brał udział w pracach nad bronią atomową, również na poligonie w Semipałatyńsku, w 1949 roku został kierownikiem wydziału obninskiego Instytutu Fizyko-Energetycznego, a w 1950 roku kierownikiem naukowym programu zakładania reaktorów atomowych. W latach 1950. pracował również nad konstrukcją wielkiej serii atomowych łodzi podwodnych oraz jądrowych instalacji energetycznych dla badań kosmicznych, wspólnie z Dmitrijem Błochincewem nad atomowymi silnikami rakietowymi. W 1996 roku otrzymał pośmiertnie honorowe obywatelstwo Obninska.

## Odznaczenia i nagrody
- Order Rewolucji Październikowej (1971)
- Medal „Sierp i Młot” Bohatera Pracy Socjalistycznej (1963)
- Nagroda Leninowska (1960)
- Order Lenina (1949, 1953, 1963)
- Order „Znak Honoru” (1944)